# 노구천
노구천(魯句踐)은 주나라 제후국 노나라 출신의 기원전 2세기 사람으로서 주공단의 후손이다. 

## 생애
노구천은 주거가 불일정한 남자로서 전국시대에 여러 나라를 돌아다녔다.
위나라 출신 형가(荊軻)가 조나라의 수도 한단(邯鄲)에 들어 갔을 때 노구천을 만나게 된다. 형가는 노구천과 도박하다가 규칙 문제로 다투게 되었다. 노구천이 험악한 말로 고함을 지르자 형가는 아무 말도 없이 그 자리를 떠났다. 형가는 노구천의 험악한 성격과 무사로서의 자질을 파악하게 된다.
노구천은 조나라 수도 한단에서 형가와 언쟁했으나 나중에는 친분 관계를 형성하게 된다. 형가는 진시황제를 암살하려고 할 때 노구천을 부장으로 대동하려고 생각했다. 그러나 노구천은 주거가 불일정한 남자라서 찾기 어려웠다. 형가는 노구천을 고집하였으나 연나라 태자 단(丹)이 진무양(秦舞陽)을 천거하였다.
형가는 번오기의 수급을 가지고 진무양을 대동하여 진나라에 들어갔다. 진무양은 암살 순간에 겁을 집어 먹어 진시황제 암살 실패의 요인이 되었다. 형가가 노구천을 데려 갔다면, 진시황제 암살에 성공했다고 보는 시각이 있다.

## 같이 보기
- 단
- 형가
- 진무양
- 번오기